# Stefano di Giovanni

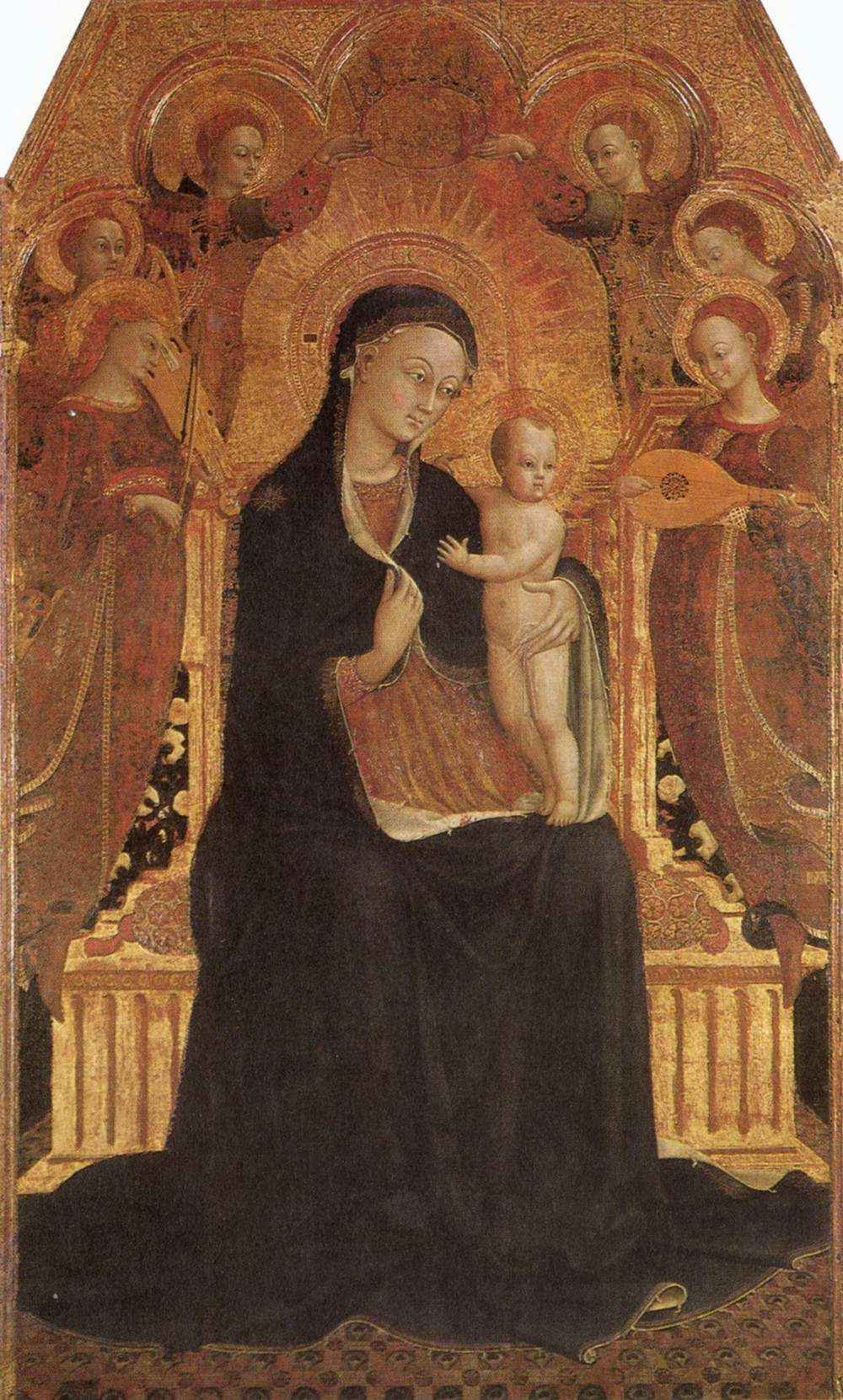
Madonna z Dzieciątkiem, Muzeum w Luwrze

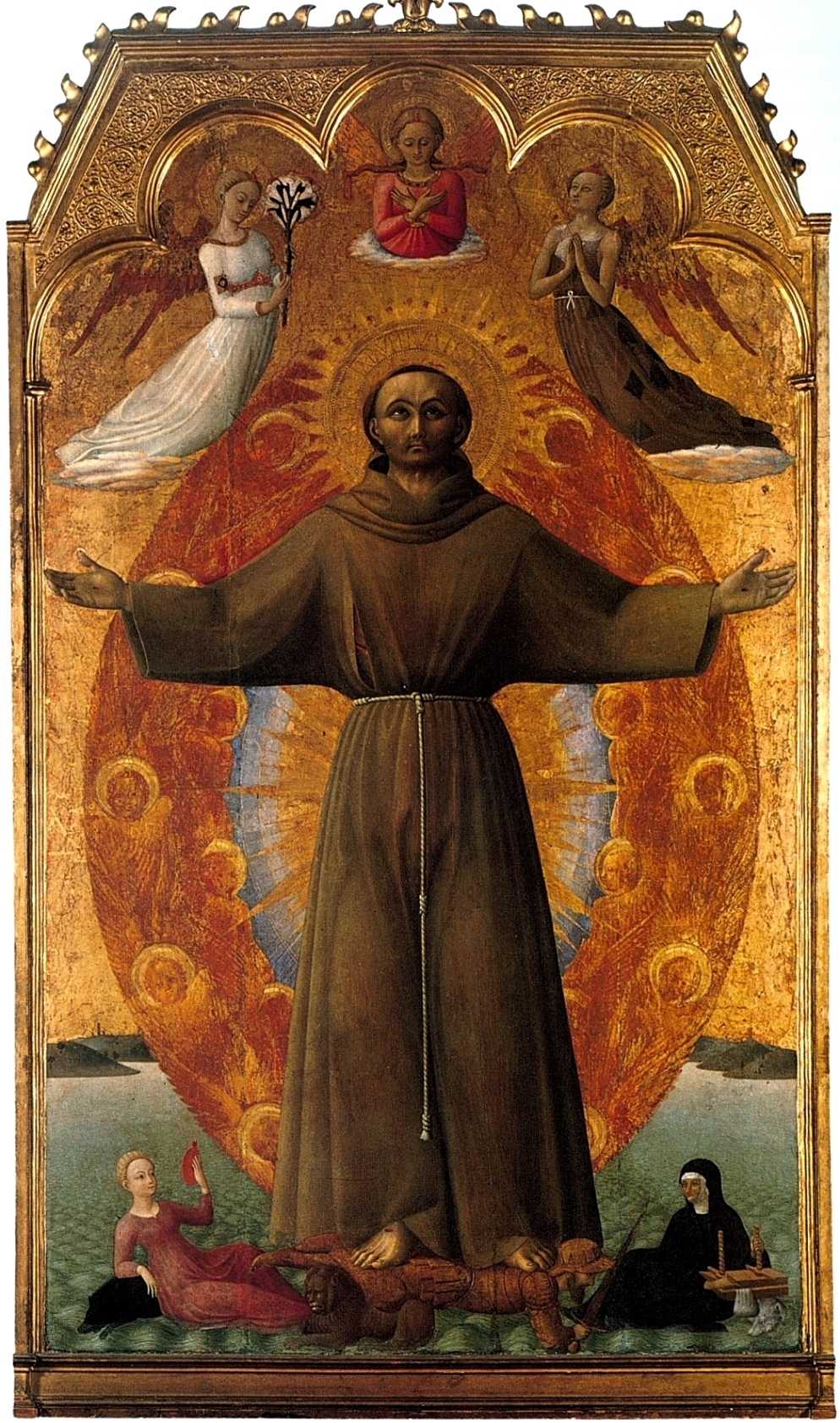
Ekstaza św. Franciszka, ok. 1437–1444

Stefano di Giovanni, znany również jako Sassetta (ur. 1392, zm. 1450 lub 1451) – włoski malarz, przedstawiciel późnego gotyku i wczesnego renesansu, reprezentant szkoły sieneńskiej.
Na temat Sassetty nie ma pewnych informacji źródłowych; urodził się prawdopodobnie w Sienie, gdzie po raz pierwszy wzmiankowano go dopiero w 1423 roku. Jego pierwszą znaną pracą jest Arte della Lana Altarpiece (Ołtarz Eucharystii) w kościele karmelitów w Sienie. Sassetta jest uważany za ucznia malarza Paolo di Giovanni Fei. Swoje dzieła tworzył w Sienie i Florencji.
Artysta przedstawiał wyłącznie tematy religijne. Jego prace są utrzymane w konwencji dość archaicznej i typowej dla tradycyjnej szkoły sieneńskiej, jednak sposób przedstawiania postaci nosi już znamiona renesansowego ujęcia. Malował wielkie nastawy ołtarzowe, posługiwał się głównie temperą.

## Prace artysty
- Legenda o Wilku z Gubbio – 1437–1444, National Gallery w Londynie
- Święci Stefan i Wawrzyniec – 1440, tempera na desce, 90 × 31,5 i 90,5 × 31,5 cm, Muzeum Sztuk Pięknych im. Puszkina w Moskwie
- Madonne con bambino – kilka wersji m.in. w Pinacoteca Nazionale di Siena, Museo di Grosseto, Museo diocesano di Cortona
- L’incontro di Sant’Antonio e San Paolo – ok. 1440, tempera, National Gallery of Art, Waszyngton
- Visione di San Tommaso d’Aquino – 1423, Muzea Watykańskie
- San Tommaso ispirato dalla colomba dello Spirito Santo – tempera na desce, Muzeum Sztuk Pięknych w Budapeszcie
- La Madonna della neve – 1432, Galeria Uffizi, Florencja
- S. Francesco in gloria – Villa I Tatti, Settignano, Florencja
- Święty Franciszek spotyka rycerza biedniejszego od siebie i ma wizję założenia zakonu franciszkanów – 1437–1444, National Gallery w Londynie
- Spotkanie świętego Antoniego ze świętym Pawłem – XV w.